# Ana Cláudia (atleta)
Ana Claudia Maria da Silva (Recife, 23 de dezembro de 1987) é uma atleta paralímpica brasileira na modalidade de atletismo.

## Biografia
Quando tinha 6 anos, Ana Claudia sofreu uma queda e fraturou o fêmur. O ocorrido deixou a atleta sem andar. Quando chegou aos 12, conseguiu voltar a caminhar e, por intermédio de um professor de educação física de sua escola, começou a praticar futebol. Um tempo depois, conheceu o atletismo paralímpico e se encantou.
Em 2015 ela participou do Mundial de Atletismo em Doha, onde conquistou o Bronze nos 100m.
É a recordista brasileira na classe T42 de salto em distância, com a marca de 3,85 metros.  Ana disputou os Jogos Paralímpicos de Tóquio em 2020.

## Título
Mundial de Atletismo
- Bronze: 100m (Doha, 2015)